# همشهری جوان
همشهری جوان یکی از نشریه‌های جانبی مؤسسه همشهری است که از زمستان ۱۳۸۳ تاکنون به صورت هفتگی منتشر می‌شود و به موضوعات فرهنگی و هنری و جوانان می‌پردازد. این مجله شامل قسمت‌هایی از جمله یادداشت، رویداد x هفته، غیرمنتظره، گزارش اجتماعی، جوان ایرانی، سینما و تلویزیون، موسیقی، ورزش، جهان، ادبیات، روزها، جوان پلاس (  سبک زندگی جوان ایرانی) و… است.

## توقیف
در اواسط تیرماه ۱۳۸۷ ایرنا اعلام کرد که همشهری جوان توقیف موقت شده است. به گفتهٔ منابع غیررسمی، دلیل این توقیف نشر بعضی مطالب غیراخلاقی بود. فریدالدین حداد عادل سردبیر وقت این نشریه علت توقیف آن را درج مطلبی به نام «عاشقی هرکی هرکی شد» در شماره ۱۷۱ می‌دانست. تا تاریخ مورد نظر، ۱۷۸ شماره از مجله منتشر شده بود. روز بعد در وب‌نوشت مرتبط با این نشریه نیز مطلبی با عنوان «شاید آغاز به کار دوباره…» درج شد که احتمال رفع توقیف نشریه را مطرح می‌کرد. اما این نشریه در آن زمان توقیف نشد و شماره ۱۷۹ آن در موعد مورد نظر منتشر گردید. در وب‌نوشت یادشده نوشته‌ای در دفاع از مطلبی که عنوان زمینه‌ساز توقیف این نشریه اعلام شده بود، اضافه شد.
توقیف نشریه عملاً در ماه شهریور همان سال رخ داد، و پس از انتشار شماره ۱۸۲، نشریه به مدت سه هفته از انتشار محروم شد. شمارهٔ بعدی نشریه، پس از این دورهٔ توقیف، و چند روز بعد از عید فطر همان سال منتشر شد.

## بنیان‌گذار و سردبیران
مجله همشهری جوان در دی ماه سال ۱۳۸۳ با سردبیری «علی قنواتی» منتشر شد. او توسط مدیر وقت مجموعه همشهری برای پایه‌گذاری یک نشریه فرهنگی اجتماعی مخصوص جوانان دعوت به همکاری شده بود. علی قنواتی قبل از آن سردبیری مجله "سروش جوان"، معاونت تحریریه روزنامه جام جم و سردبیری "ویژه نامه نسل سوم " روزنامه جام جم را در کارنامه خود داشت و پیشتر (در دوران دانشجویی) نیز سردبیر نشریه دانشجویی "نقطه سرخط" بود. او با کمک تیم نویسندگانی که عمدتاً در نسل سوم و قسمتی هم در ماه نامه سروش جوان تشکیل شده شده بود انتشار همشهری جوان را شروع کرد و تا دی ۱۳۸۵ این سمت را به عهده داشت. بعد از وی «فریدالدین حدادعادل» تا آبان ۱۳۸۷ سردبیری را به عهده گرفت و سپس جواد رسولی که از ابتدای راه‌اندازی همشهری جوان در آن حضور داشت سردبیری را به عهده گرفت. در مهر ۱۳۹۳ و پس از استعفای «سیدجواد رسولی» (که بر اساس اعلام مجله به علت ادامه تحصیل و فرصت مطالعاتی اتفاق افتاد)، از بین گزینه‌های مختلف «ایمان جلیلی» که پیش از آن سمت دبیری تحریریه را بر عهده داشت، به عنوان چهارمین سردبیر همشهری جوان انتخاب شد. پس از مدت کوتاهی، در بهمن ۱۳۹۳ «مجید رفیعی» برای نزدیک به دو سال سردبیری را به عهده گرفت. در آذر ۱۳۹۵ «رضا صیادی» ششمین سردبیر همشهری جوان شد. پس از تصمیمات مؤسسه همشهری برای تغییر در شیوه اداره گروه مجلات همشهری، نویسندگان و دست‌اندرکاران با سابقه همشهری‌جوان با انتشار ۶۶۸ شماره (جلدی به مناسبت تولد استاد محمدرضا شجریان)، از این هفته‌نامه خداحافظی کردند.
در شهریور ۱۳۹۷ شورای سردبیری (نامشخص) برای این مجله تعیین شد و «امیر موسی‌کاظمی» به عنوان دبیر تحریریه مدیریت این مجله را به عهده گرفته است.
در روزهای پایانی اسفند ۱۳۹۷ احسان رستگار به عنوان هفتمین سردبیر مجله همشهری جوان منصوب شد. در آذر ۹۸ این مجله مجدداً دارای شورای سردبیری شد و سجاد روشنی دبیر تحریریه همشهری جوان شد.

## دست‌اندرکاران
- صاحب امتیاز: مؤسسه همشهری
- کاری از: گروه مجلات همشهری
- مدیرمسئول: علی شاکر
- مدیر گروه مجلات همشهری: علی رزاقی بهار
- زیر نظر شورای سردبیری

### تحریریه
- دبیر تحریریه: سجاد روشنی

### فنی و هنری
- مدیر هنری:ایمان رفاقتی
- طراح جلد: سپهر خامه ور
- مدیرفنی: علیرضا صمدی
- ویرایش عکس: شبنم رضوانی